# 기능통합형 드라이브 액슬
기능통합형 드라이브 액슬 (영어: Integrated Drive Axle, IDA)은 자동차의 동력을 바퀴로 전달하는 핵심 부품이며, 현대위아가 개발했다.

## 상세
2019년 1월 22일에 공개됐다. 기능통합형 드라이브 액슬은 엔진에서 나온 동력을 바퀴로 전달하는 축인 드라이브 샤프트와 이를 바퀴에 연결하는 휠 베어링을 하나로 통합한 제품이다. 두 제품을 하나의 구동축으로 개발한 것은 자동차 부품사 중 현대위아가 최초다.
2019년 당시 양산되는 모든 자동차는 변속기에서 나온 동력을 드라이브 샤프트를 이용해 휠 베어링까지 전달하는 방식을 사용하는데, 종종 연결 부분에서 문제가 발생한다. 기능통합형 드라이브 액슬은 드라이브 샤프트의 끝 부분이 휠 베어링으로 이어지는 부분을 일체화하여 이러한 문제를 해결했다. 또한, 강성을 기존 제품보다 55%가량 높였으며, 무게는 10% 이상 줄였고 자동차의 승차감 및 핸들링 성능도 향상했다.

## 같이 보기
- 현대위아
- 현대자동차그룹
- E-GMP